# Petrăchioaia (gmina)
Petrăchioaia – gmina w zachodniej części okręgu Ilfov w Rumunii. W skład gminy wchodzą wsie: Măineasca, Surlari, Petrăchioaia i Vânători. W 2011 roku liczyła 3498 mieszkańców.